# Râul Valea Scaunelor
Râul Valea Scaunelor este un curs de apă, afluent al râului Olt. 